# Jean-Pierre Pénicaut
Pour les articles homonymes, voir Pénicaut.
Jean-Pierre Pénicaut, né le 1er août 1937 à Amou et mort le 26 septembre 2021 à Dax, est un homme politique français.

## Détail des fonctions et des mandats
Mandats parlementaires
- 27 octobre 1980-22 mai 1981 : Député de la 2e circonscription des Landes
- 21 juin 1981-1er avril 1986 : Député de la 2e circonscription des Landes
- 16 mars 1986-14 mai 1988 : Député des Landes
- 12 juin 1988-1er avril 1993 : Député de la 2e circonscription des Landes